# Zwartvleugelmaina

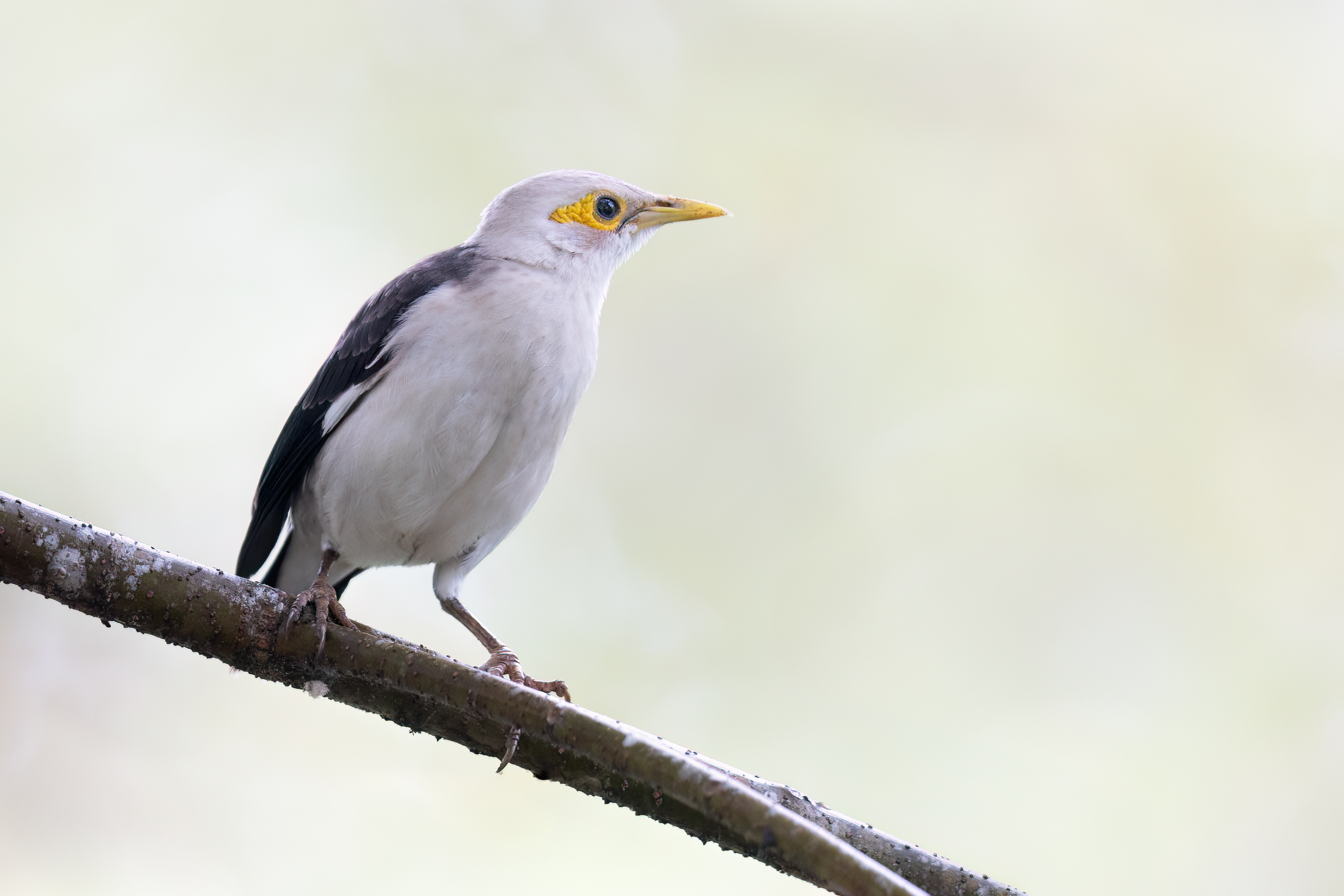
Acridotheres melanopterus

De zwartvleugelmaina of zwartvleugelspreeuw (Acridotheres melanopterus synoniem: Sturnus melanopterus) is een spreeuwachtige die endemisch is op Java, Bali en misschien ook Lombok.

## Kenmerken
De zwartvleugelmaina is ongeveer 23 cm lang, met een zeer opvallend verenkleed: de kop, borst, rug en de stuit zijn wit, de staart en een gedeelte van de vleugel is glanzend zwart. De punt van de staart en delen van de vleugel zijn echter weer wit. Opvallend is verder de geelgekleurde naakte huid rond het oog. De snavel is geel en wordt naar de basis toe donkerder. Mannetje en het vrouwtje lijken erg op elkaar, jonge vogels zijn grijs op de rug en boven op de kop.

## Verspreiding en leefgebied
De zwartvleugelmaina kwam voor in droog tropisch bos en begraasde gebieden met stuikgewas van zeeniveau tot op een hoogte van 2400 m. Tot in de jaren 1960 bleek dat de vogel zich goed kon aanpassen aan in cultuur gebracht land. Toen was het nog een algemeen voorkomende soort spreeuw. Sinds die tijd gaat de vogel in aantal achteruit. 
De soort telt 3 ondersoorten:
- A. m. melanopterus: Java (behalve het zuidoosten) - waarschijnlijk in het wild uitgestorven.
- A. m. tricolor: zuidoostelijk Java.
- A. m. tertius: Bali.

## Status
In 1979 werd de zwartvleugelmaina (die net als de balispreeuw veel te lijden heeft door wildvang) formeel beschermd. In 1988 werd door de IUCN de populatiegrootte als veilig bestempeld. In 1994 kreeg de spreeuw de status gevoelig en in 2000 de status bedreigd.  In 2013 werd het aantal volwassen vogels geschat op 600 tot 1700 individueren en schatte met de achteruitgang in aantal gedurende de tienjaarsperiode daaraan voorafgaand met 80%. Zelfs het aantal vogels dat in de illegale handel omging, kelderde. Daarom staat de vogel sinds 2010 als ernstig bedreigd  op de Rode Lijst van de IUCN.
De balispreeuw trof eerder dit lot. Aanvankelijk werd de zwartvleugelmaina nog beschouwd als een eventuele concurrent voor de populatie Balispreeuwen op het eiland Bali, maar dit is niet meer relevant.

## Taxonomie
De zwartvleugelmaina wordt vaak nog ingedeeld in het geslacht Sturnus. Qua gedrag en geluid en volgens moleculair genetisch onderzoek past deze vogel beter in het geslacht Acridotheres.